# Pilar-estela

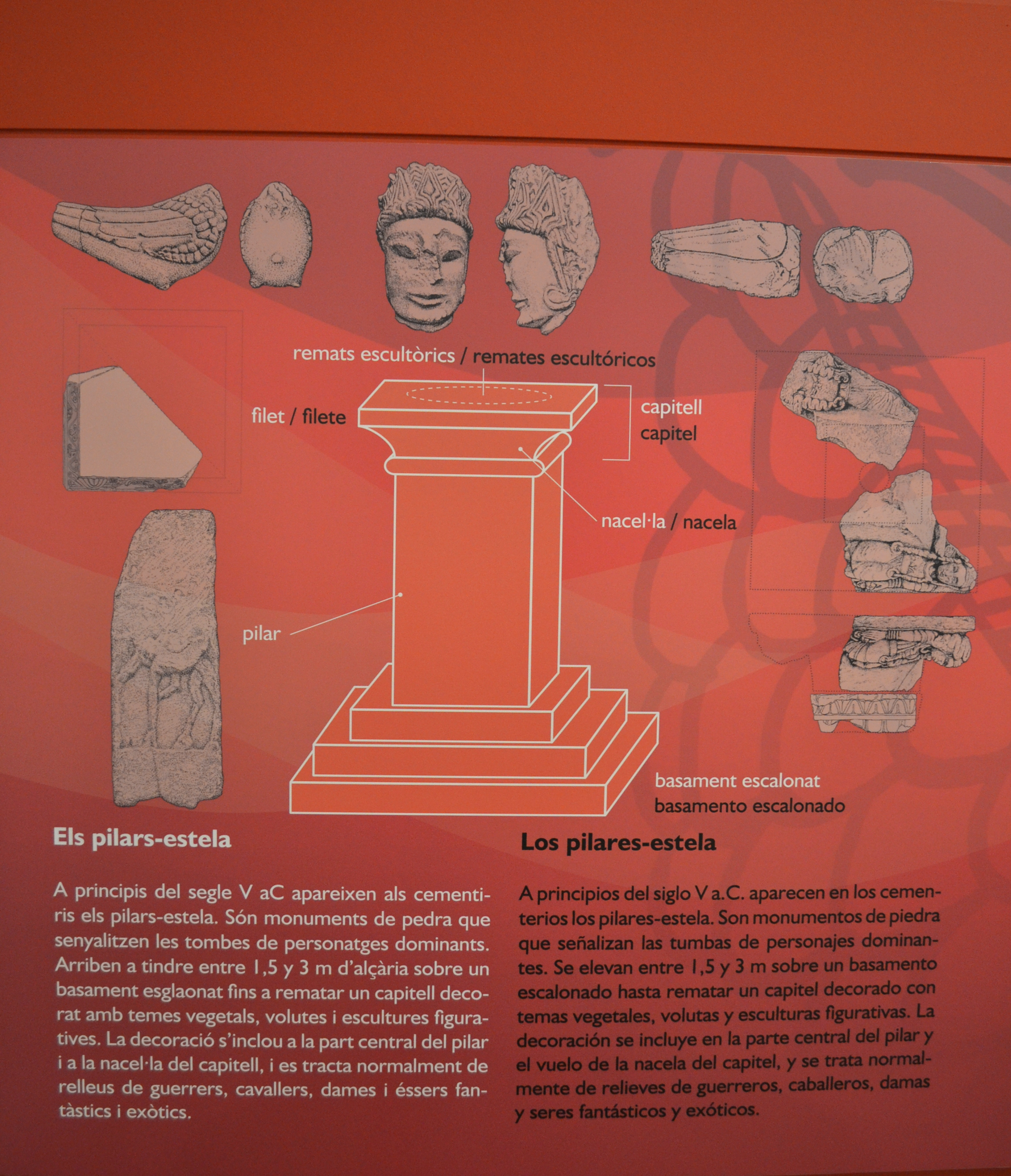
Panell descriptiu sobre els pilars-estela ibèrics. Museu Arqueològic de Moixent.

Els Pilar-estela són uns monuments funeraris propis de la cultura ibera. A vegades han estat classificats com un únic tipus de monument amb les esteles, amb qui comparteixen elements formals, decoratius i funcionalitats.
Segons Almargo Gorbera, els pilars-estela són una de les cinc categories de soterrament ibers, juntament amb les sepultures terriformes, els diferents tipus d'empedrat tumular i les tombes de càmara.